# Encefalite equina do leste

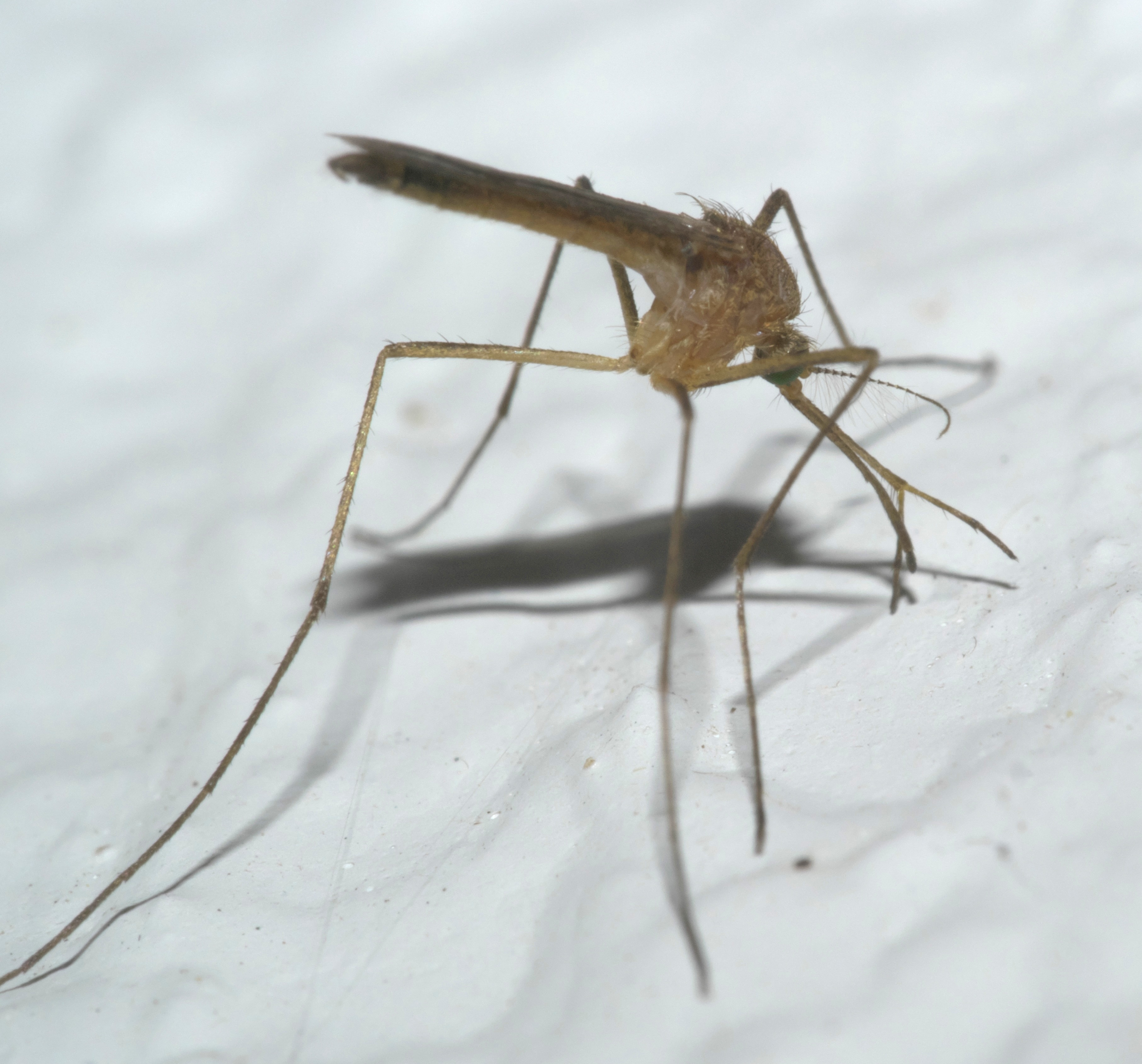
Culiseta melanura, principal vetor da encefalite

A encefalite equina do leste é considerada a mais rara das encefalites por arbovírus nos Estados Unidos, com letalidade ao redor de 30% (TSAI 1991 citado por MITCHELL e col. 1992, p. 527). Os vírus, após serem ingeridos pelo mosquito, replicam na gordura abdominal, disseminam-se por todo o corpo e, em seguida, localizam-se nas glândulas salivares.

## Referência bibliográfica
- Sonia Marta dos Anjos Alves Borges (2001). "Importância epidemiológica do Aedes Albopictus nas Américas" (PDF)  . Licenciado sob a GNU Free Documentation License.  Acessado em 19h42min de 13 de Março de 2008 (UTC).